# Alois de Latour
Alois de Latour (* 5. August 1805 in Breil/Brigels; † 11. August 1875 ebenda) war ein Schweizer Politiker und Richter. Von 1848 bis 1851, von 1854 bis 1857 und von 1863 bis 1869 gehörte er dem Nationalrat an, in den Jahren 1861/62 dem Ständerat. Ebenso war er mehrmals Regierungsrat des Kantons Graubünden.

## Biografie
Er entstammte dem Geschlecht der Latour, das zu den einflussreichsten Patrizierfamilien der Drei Bünde gehört hatte. Sein Vater Christian war Landwirt und Major. Alois de Latour absolvierte das Gymnasium an den Jesuitenkollegien in Solothurn und Luzern, anschliessend studierte er Recht an den Universitäten Heidelberg, Berlin und Jena. 1824 trat er der Zofingia bei. Nach Studienabschluss war Latour in seiner Heimatgemeinde Breil/Brigels als Rechtsanwalt tätig.
Latour hatte mehrere Richterämter inne. Von 1833 bis 1843 war er Appellationsrichter des Oberen Bundes. In den Jahren 1834 bis 1839 und 1846 bis 1851 gehörte er dem Graubündner Appellationsgericht an. Von 1864 bis 1869 war er Kantonsrichter. Ebenso war er zwischen 1838 und 1863 mehrmals Landrichter. 1835 war er 1835 Präsident des katholischen Schulvereins und von 1839 bis 1845 Präsident des paritätisch zusammengesetzten kantonalen Erziehungsrates. Als führende Persönlichkeit der liberalen Katholiken setzte sich Latour für eine gemischtkonfessionelle Volksschule und für die Zusammenführung der bisher konfessionell getrennten Gymnasien (1850 in Form der Bündner Kantonsschule verwirklicht) ein. Dies hatte zur Folge, dass sich die Surselva um 1850 in ein liberal-katholisches und ein ultramontanes Lager spaltete.
1831 wurde Latour in den Grossen Rat des Kantons Graubünden gewählt, dem er mit Unterbrechungen bis 1867 angehörte; 1842 und 1852 war er Standespräsident (entspricht einem Grossratspräsidenten in anderen Kantonen). Von 1834 bis 1836 amtierte er als Landammann der Cadi. Der Grosse Rat wählte ihn mehrmals in den Regierungsrat. Diesem gehörte er in den Jahren 1838, 1840, 1842, 1844, 1847, 1852, 1855/56, 1859/60 und 1863 an.
Im Oktober 1848 kandidierte Latour bei den ersten Parlamentswahlen und wurde im Wahlkreis Graubünden-West gewählt. 1851 verzichtete er auf die Wiederwahl, um dann 1854 erneut für drei Jahre in den Nationalrat einzuziehen. Der Grosse Rat bestimmte ihn für die Zeit zwischen Juli 1861 und Juni 1862 als Vertreter im Ständerat. Nach sechsjähriger Pause kandidierte er 1863 erneut erfolgreich bei den Nationalratswahlen, 1869 wurde er hingegen abgewählt. Latour befasste sich besonders mit der Verkehrspolitik. So sass er von 1865 bis zu seinem Tod im Verwaltungsrat der Vereinigten Schweizerbahnen. Ausserdem setzte er sich für den Bau einer Strasse durch die Surselva ein (inklusive eines Abzweigs zu seinem Heimatort Breil/Brigels).
Die Tochter von Alois de Latour war mit dem Politiker Anton Steinhauser verheiratet und sein Enkelkind war der Jurist und Politiker Alois Steinhauser.
Er war mit Caspar de Latour und Remigius Peterelli verschwägert, die beide ebenfalls einflussreiche Politiker waren.